# Björn Nilsson
Björn Nilsson (* 9. April 1960 in Malmö) ist ein ehemaliger schwedischer Fußballspieler. Der Offensivspieler – anfangs häufig als Stürmer und später als offensiver Mittelfeldspieler aufgestellt – gewann mit Malmö FF jeweils einmal den Von-Rosens-Pokal für den schwedischen Meistertitel und den Landespokal, zudem mit BSC Young Boys den Schweizer Cup. Er spielte zwischen 1982 und 1987 in 16 Länderspielen in der schwedischen Nationalmannschaft, dabei erzielte er ein Tor.

## Werdegang
Der im Alter von zehn Jahren zum Verein gekommene Nilsson debütierte 1979 für Malmö FF kurz nach dem Endspiel um den Europapokal der Landesmeister 1978/79, das der schwedische Klub gegen Nottingham Forest mit einer 0:1-Niederlage verloren hatte, in der ersten Mannschaft. Unter Trainer Bob Houghton bestritt er bis zum Ende der Spielzeit 1979 sieben Ligaspiele. Unter dessen Nachfolger Keith Blunt etablierte er sich ab der Spielzeit 1981 in der Stammformation, in der Folge wurde er Anfang 1982 von Nationaltrainer Lars Arnesson in die schwedische Auswahlmannschaft berufen. Am 20. Februar debütierte er als Einwechselspieler für Thomas Nilsson beim 2:2-Unentschieden gegen Finnland im Nationaljersey. 
In der Folge war Nilsson sowohl in der Vereins- als auch Nationalmannschaft Stammspieler. Während mit der Auswahlmannschaft die Qualifikation für ein Turnier jeweils verpasst wurde, gewann er 1984 mit dem Klub unter Trainer Tord Grip an der Seite von Jan Möller, Mats Magnusson, Hans Borg und Ingemar Erlandsson im Landespokal gegen den Zweitligisten Landskrona BoIS den Titel. Unter Grips Nachfolger Roy Hodgson dominierte er mit dem Klub in der Spielzeit 1985 die reguläre Spielzeit, nach zwei Niederlagen gegen IFK Göteborg in der Meisterschaftsrunde wurde der Meistertitel verpasst. In der folgenden Spielzeit war er mit sieben Saisontoren als zweitbester vereinsinterner Schütze gleichauf mit Leif Engqvist und Anders Palmér hinter dem in zwölf Spielen neunmal erfolgreichen Italien-Rückkehrer Lasse Larsson maßgeblich am erneuten ersten Platz in der regulären Spielzeit beteiligt. Dieses Mal holte sich die Mannschaft in den Endspielen gegen AIK den Meistertitel, wobei Nilsson aufgrund von Vertragsverhandlungen mit dem Schweizer Klub BSC Young Boys aus Bern die entscheidenden Spiele verpasste.
Nach dem Triumph wechselte Nilsson zum amtierenden Meister in die Schweiz, wo er mit Robert Prytz auf einen Landsmann traf. Während der Klub in der Meisterschaft in die zweite Tabellenhälfte abgerutscht war, holte die von Aleksander Mandziara trainierte Mannschaft nach Toren von Dario Zuffi, Prytz per Strafstoß, Reto Gertschen und Joachim Siwek mit einem 4:2-Erfolg nach Verlängerung gegen Servette FC Genève den Schweizer Landespokal. Bis 1991 spielte er noch für den Klub in der Nationalliga A, anschließend ging er zum damaligen Schweizer Drittligisten FC Monthey. 1993 kehrte er nach Schweden zurück, wo er für den seinerzeitigen Zweitligisten Landskrona BoIS auflief. Mit dem Verein stieg er am Ende der Saison in die Allsvenskan auf, verletzungsbedingt musste er jedoch im Laufe der Spielzeit 1994 seine aktive Laufbahn beenden.